# Drosophila setifemur (artgrupp)
Drosophila setifemur är en artgrupp inom släktet Drosophila och undersläktet Sophophora. Artgruppen består av två arter. Båda arterna inom artgruppen har utbredningsområden på Australien. Enligt Shane F. McEvey bör arterna Drosophila setifemur och Drosophila dispar synonymiseras och artgruppen Drosophila dispar slås ihop med artgruppen Drosophila setifemur.

## Arter inom artgruppenDrosophila setifemur
- Drosophila dispar
- Drosophila setifemur